# Suriname elnökeinek listája
Ez a lista Suriname elnökeinek névsorát tartalmazza:

| Név                                  | hivatali ideje                              |
| ------------------------------------ | ------------------------------------------- |
| Johan Ferrier                        | 1975. november 25. – 1980. augusztus 13.    |
| Hendrick R. Chin A Sen               | 1980. augusztus 16. – 1982. február 4.      |
| Ramdat Misier                        | 1982. február 4. – 1988. január 25.         |
| Ramsewak Shankar                     | 1988. január 25. – 1990. december 24.       |
| Ivan Graanoogst                      | 1990. december 24. – 1990. december 29.     |
| Johan Kraag                          | 1990. december 29. – 1991. szeptember 16.   |
| Ronald Venetiaan                     | 1991. szeptember 16. – 1996. szeptember 14. |
| Jules Albert Wijdenbosch             | 1996. szeptember 14. – 2000. augusztus 12.  |
| Ronald Venetiaan (2. hivatali ideje) | 2000. augusztus 12. – 2005. augusztus 12.   |
| Ronald Venetiaan (3. hivatali ideje) | 2005. augusztus 12. – 2010. augusztus 12.   |
| Dési Bouterse                        | 2010. augusztus 12. - 2020. július 16.      |
| Chan Santokhi                        | 2020. július 16. óta                        |